# 3-Oxo-5α-szteroid-4-dehidrogenáz 1
A 3-oxo-5α-szteroid-4-dehidrogenáz 1 (EC 1.3.99.5) az SRD5A1 gén által kódolt enzim. Egyike a 3 szteroid-5α-reduktáz-formának.
A szteroid-5α-reduktáz többek közt a tesztoszteron 5α-dihidrotesztoszteronná (DHT) való alakulását katalizálja. Az SRD5A1, SRD5A2 és SRD5A3 gének is 5α-reduktáz-izozimeket kódolnak.

## Funkció
A 3-oxo-5α-szteroid-4-dehidrogenáz 1 fontos az epesav-bioszintézisben, az androgén- és az ösztrogénmetabolizmusban. Például ez katalizálja a tesztoszteron 5α-dihidrotesztoszteronná alakulását. Ezenkívül a progeszteron, a kortikoszteron és más szteroidok átalakulását is katalizálja a megfelelő 5α-3-oxoszteroidokká. Ez az 5α-redukció, vagyis a Δ5-4 kettős kötés redukciója a NADPH-ról a szteroidszubsztrát 5. szénatomjára való közvetlen hidridtranszferrel.

## Szabályzás
Az ETV4-család tagjai az ETS DNS-kötő helyeihez kötnek, és saját expressziójukat és a hereluminálisfolyadék-faktoroktól függő gének, például a Ggt_pr4, az SRD5A1 és a Gpx5 transzkripcióját szabályozzák.
6 hónap étrendi E-vitamin-hiány kétszeresére növeli az SRD5A1-mRNS szintjét és felezi a GCLM-mRNS-ét, de ezt közvetlenül nem mediálják a promoter-DNS metilációjának változásai.
Az inzulin az Akt-jelzésen keresztül növeli az 1-es típusú 5α-reduktáz-mRNS expresszióját, így feltehetően a hiperinzulinémia esetén jelen lévő 5α-redukált androgének nagyobb szintjét okozhatja az inzulin stimuláló hatása a granulosa sejtekben, gátolva a tüszőnövekedést és az ovulációt.

## Klinikai jelentőség
A hiperinzulinémia akut módon növeli az ACTH hatásait az androgén- és a glükokortikoid-utakon, megváltoztatva a szteroidmetabolitok arányát, így az 5α-reduktáz feltehetően stimulálja az inzulint.
A PCOS összefügg a nagyobb androgén- és kortizolmetabolit-exkrécióval és az elhízással nem magyarázható 5α-reduktáz-aktivitással. A nagyobb adrenalis kortikoszteroid-termelés fontos patogén útvonal a PCOS-ban.
A kasztrációnak ellenálló prosztatarák (CRPC) előrehaladása összefügg az SRD5A1 általában a prosztatában domináns SRD5A2-nél nagyobb expressziója. A domináns DHT-szintézisút a humán CRPC-ben megkerüli a tesztoszteront, ehelyett az androszténdion SRD5A1 általi 5α-redukcióját igényli 5α-androsztándionná, mely ezután a ráknövekedést segítő dihidrotesztoszteronná alakul.

## Expresszió

Az SRD5A1 expressziója humán szövetekben részlet szerint rendezve kb exonmodell per millió olvasás (FPKM) alapján. Az adat 2014-es tanulmányból származik.

Az SRD5A1 gén által kódolt izozim többek közt a nyelőcsőben, a májban, a bőrben expresszálódik.

## Fordítás
Ez a szócikk részben vagy egészben  a   SRD5A1 című angol Wikipédia-szócikk ezen változatának fordításán alapul.  Az eredeti cikk szerkesztőit annak laptörténete sorolja fel. Ez a jelzés csupán a megfogalmazás eredetét és a szerzői jogokat jelzi, nem szolgál a cikkben szereplő információk forrásmegjelöléseként.